# Fugalia
Dans la religion romaine, le Regifugium (en latin : rēgǐfŭgǐum, ǐi ; parfois, en français : le régifugion) ou les Fugalia (en latin : Fŭgālǐa, ǐum ; en français, les Fugalies) était une fête célébrée le 24 février pour commémorer l’expulsion de la monarchie étrusque par l’aristocratie locale et la fondation de la République romaine.
Le Regifugium était célébré le « sixième jour avant les calendes de mars » (a.d. VI Kal. Mart.), soit le 24 février.
En latin, le nom évoque le « vol du roi » ou « fuite du roi ».
Selon Varron et Ovide, cette fête commémorait la fuite de Tarquin le Superbe, en 510 av. J.-C. chassé par le peuple romain.
Ovide, dans Les Fastes, en fait le récit :
« Nunc mihi dicenda est regis fuga. Traxit ab illa
sextus ab extremo nomina mense dies.
Ultima Tarquinius Romanæ gentis habebat
regna, vir iniustus, fortis ad arma amen. »
(« Maintenant je dois chanter l'expulsion des rois. C'est là le souvenir que rappelle, par son nom, le sixième jour avant la fin du mois. Tarquin était le tout dernier à régner sur Rome, un homme injuste, mais brave à la guerre. »)
Plutarque désapprouve. Selon lui, le rex sacrorum, remplaçant de l'ancien roi de Rome dans les rituels religieux divers, n'aurait tenu aucun rôle civique ou militaire, mais devait néanmoins nécessairement offrir un sacrifice public au Comitia à cette date. Le vol du roi était la sortie rapide du roi par procuration.
Le Regifugium était considéré comme le dernier jour de l'année. Cette interprétation existait encore en 391 apr. J.-C., année au cours de laquelle, d'après le Code théodosien, fut interdite la célébration de tout sacrifice païen le 24 février. Le Regifugium s'appela alors Fugalia.

### Sources littéraires antiques
- [Augustin d'Hippone] Augustin d'Hippone, La Cité de Dieu (BNF 12008376), II, 6.
- [Ausone] Ausone, Eclogae, 23, 13 f.
- [Festus] Festus, Signification des mots (BNF 13514409), s.v.Regifugium, p. 246 L..
- [Ovide] Ovide, Fastes (BNF 12213123), II, 685-852.
- [Paul Diacre] Paul Diacre, Abrégé (BNF 13514527), s.v.Regifugium, p. 347 L
- [Plutarque] Plutarque, Questions romaines (BNF 13336256), 63.
- [Code théodosien] Code théodosien (BNF 11950067), 16, 10, 10.